# Casa Jaume Valentí
La casa Jaume Valentí és un edifici situat al carrer de la Llibreteria, 13 de Barcelona, catalogat com a bé amb elements d'interès (categoria C).

## Descripció
Es tracta d'un edifici entre mitgeres consistent en una casa d'habitatges amb una planta baixa comercial, un entresòl i quatre pisos d'habitatges.
El més característic de la façana principal és la presència a l'entresòl de dos arcs de mig punt dels quals en surten uns petits balcons. Entremig s'hi disposa una finestra senzilla en arc de llinda. Les claus dels esmentats arcs se situen a mode de discretes volutes que subjecten una gran balconada que uneix les tres finestres. La forja d'aquest i els altres balcons és sòbria i senzilla. Els balcons de la resta de l'edifici són independents per a cada obertura. Entre els balcons de les plantes primera a tercera s'hi desenvolupen diferents dissenys decoratius en terra cuita de temàtiques florals trenades.

## Història
El 1851, l'Ajuntament de Barcelona va requerir Jaume Valentí per a que retirés uns tirants de ferro que havia fet col·locar a la façana de la seva casa del carrer de la Llibreteria, i finalment la va fer reconstruir.